# لاجوفيات الشكل
لاجوفيات الشكل (بالإنجليزية: Acoelomorpha)‏ هي شعبة حيوانات بحرية غير متفق عليها. معظم أنواعها ذاتية المعيشة وبعضها تعيش على سطح كائنات حية أخرى.